# 327 км (роз'їзд)
327 кіломе́тр — залізничний роз'їзд Запорізької дирекції Придніпровської залізниці на неелектрифікованій лінії Пологи — Комиш-Зоря між станціями Магедове (17 км) та Комиш-Зоря (8 км). Розташований за кількасот метрів від смт Кам'янка Пологівського району Запорізької області.

## Історія
Роз'їзд відкритий у вересні 2018 року.

## Пасажирське сполучення
Через роз'їзд щоденно прямують дві пари приміських поїздів сполученням Пологи — Комиш-Зоря, проте на роз'їзді не зупиняються. Найближча зупинка приміських поїздів за 1 км від роз'зду — на платформі 326 км